# Баишева, Февронья Алексеевна
Февронья Алексеевна Баишева (1925—2017) — советский и российский хоровой дирижёр и хормейстер. Заслуженная артистка РСФСР (1958). Народная артистка Республики Саха (Якутия).
Была первым профессиональным якутским хоровым дирижёром.

## Биография
Родилась 8 июля 1925 года в Жабыльском наслеге Мегино-Кангаласского района Якутской АССР.
После окончания семилетней школы поступила в Якутскую фельдшерско-акушерскую школу, но из-за отсутствия средств была вынуждена оставить учёбу. В 1941 году Февронья была принята артисткой хора в музыкально-вокальный коллектив Якутского государственного театра.
В 1951 году окончила национальное отделение дирижёрско-хорового факультета Московской государственной консерватории им. П. И. Чайковского. Вернувшись В Якутию, Февронья Баишева стала одним из основателей и первым преподавателем дирижёрско-хорового отделения Якутского музыкально-художественного училища, совмещая свою педагогическую деятельность с руководством хора Якутского радиокомитета. В 1956—1961 годах повышала квалификацию в Московской консерватории в классе известного хорового деятеля, профессора А. В. Преображенского.
Ф. А. Баишева gомимо хормейстерской работы вела просветительскую деятельность, участвовала в радио- и телепередачах о музыке, выступала в качестве лектора общества «Знание». С 1965 по 1987 год являлась бессменным председателем Якутского республиканского хорового общества.
Главный хормейстер и художественный руководитель хора Госкомитета по телевидению и радиовещанию в 1951—1988 годах. Заместитель министра культуры по искусству в 1966—1968 годах. С 1992 по 1994 год — лектор в Музее музыки и фольклора народов Якутии. Автор книг на русском и якутском языках.
Умерла в Якутске 24 сентября 2017 года.

## Награды и звания
- Орден «Знак Почёта».
- Медаль «Ветеран труда».
- Медаль «За доблестный труд. В ознаменование 100-летия со дня рождения Владимира Ильича Ленина».
- Заслуженная артистка РСФСР (1958).
- Народная артистка Республики Саха (Якутия).
- Награждена нагрудными знаками «Отличник культурного шефства над Вооруженными силами СССР», «Отличник телевидения и радио СССР», «Отличник Всероссийского хорового общества».
- Удостоена Почетных грамот Президиума Верховного Совета Якутской АССР, Ульяновского обкома КПСС, исполкома Якутского областного Совета народных депутатов.